# Patricia Zipprodt
Patricia Zipprodt (24 février 1925 - 17 juillet 1999) est une créatrice de costumes américaine. Elle était connue pour sa technique de peinture de tissus et de recherches approfondies sur le sujet d'un projet, en particulier lorsqu'il s'agissait d'une pièce d'époque. Au cours d'une carrière qui a duré quatre décennies, elle a travaillé avec des légendes du théâtre de Broadway telles que Jerome Robbins, Harold Prince, Gower Champion, David Merrick et Bob Fosse.

## Biographie
Née à Chicago, Illinois , Zipprodt a fréquenté le Bradford Junior College pour sa première année, puis a été transférée au Wellesley College, où elle a abandonné son projet de devenir illustratrice médicale et s'est concentrée sur la psychologie et la sociologie. Après avoir obtenu son diplôme, elle a déménagé à New York et, après avoir assisté à une performance du New York City Ballet, elle a décidé d'utiliser son talent artistique pour une carrière dans la conception de costumes. Elle a étudié à la Fashion Institute of Technology et a fait son apprentissage avec Charles James et Irene Sharaff.
Son premier crédit à Broadway était The Potting Shed, une pièce de Graham Greene, en 1957. Elle a ensuite conçu plus de 50 productions au cours des 43 années suivantes. En 1992, elle a été intronisée au Theatre Hall of Fame. Elle a également conçu pour le New York City Ballet, le Joffrey Ballet, le Houston Ballet, l'American Ballet Theatre, le New York City Opera et le Metropolitan Opera. Elle a conçu des costumes et des masques pour la longue production off-Broadway de la pièce de Jean Genet The Blacks au début des années 1960.
Ses crédits dans des long métrage incluent The Graduate, Last of the Mobile Hot Shots et 1776. Elle a conçu des adaptations télévisées de The Glass Menagerie, Alice in Wonderland et Sunday in the Park with George.
En 1946, après avoir obtenu son diplôme de Wellesley, Zipprodt retourne à Chicago, où elle avait rencontré le lieutenant, colonel Robert O'Brien Jr. Il l'a demande en mariage, mais elle refuse parce qu'elle veut poursuivre une carrière. Plus de quarante ans plus tard, le retraité et veuf O'Brien a vu sa biographie dans Playbill et l'a contactée via l'université Brandeis, où elle était artiste en résidence.
En 1983, Zipprodt a reçu une nomination aux Tony Awards pour son travail sur Alice in Wonderland, produit par Sabra Jones de The Mirror Theater Ltd. Les dessins de Zipprodt étaient des recréations exactes des dessins de John Tenniel pour la publication originale du livre Alice in Wonderland.
Le colonel O'Brien et Zipprodt se sont mariés le 5 juin 1993 et sont restés mariés jusqu'à sa mort en 1998. Zipprodt est décédée d'un cancer le 17 juillet 1999 à son domicile de Greenwich Village. Elle avait 74 ans.

## Productions
- Miss Lonelyhearts (1957)
- Sunday in New York (1961)
- She Loves Me (1963)
- Fiddler on the Roof (1964)
- Anya  (1965)
- Cabaret (1966)
- The Little Foxes (1967)
- Plaza Suite (1968)
- Zorba (1968)
- 1776 (1969)
- Georgy (1970)
- Pippin (1972)
- Mack & Mabel (1974)
- Chicago (1975)
- The Leaves Are Fading (ballet d'Antony Tudor, ABT, 1975)
- Poor Murderer (1976)
- King of Hearts (1978)
- Fools (1981)
- Brighton Beach Memoirs (1983)
- Alice in Wonderland (1983)
- Sweet Charity (1986)
- Into the Woods (1987)
- Jerome Robbins' Broadway (1989)
- Cat on a Hot Tin Roof (1990)
- Shogun: The Musical (1990)
- The Crucible (1991)
- My Favorite Year (1992)
- My Fair Lady (1993)

## Récompenses et nominations
- 1997 : Theatre Development Fund's Irene Sharaff Award for Lifetime Achievement in Costume Design (lauréate)
- 1994 : Drama Desk Award for Outstanding Costume Design (My Fair Lady, nommée )
- 1991 : Introduction au American Theater Hall of Fame[3]
- 1991 : Tony Award for Best Costume Design (Shogun, nommée )
- 1991 : Drama Desk Award for Outstanding Costumes (Shogun, lauréate)
- 1986 : Tony Award for Best Costume Design (Sweet Charity, lauréate)
- 1984 : Tony Award for Best Costume Design (Sunday in the Park with George, nommée )
- 1984 : Drama Desk Award for Outstanding Costume Design (Sunday in the Park with George, nommée )
- 1983 : Tony Award for Best Costume Design (Alice in Wonderland, nommée )
- 1983 : Drama Desk Award for Outstanding Costume Design (Alice in Wonderland, nommée )
- 1981 : Drama Desk Award for Outstanding Costume Design (Fools, nommée )
- 1979 : Drama Desk Award for Outstanding Costume Design (King of Hearts, lauréate)
- 1976 : Tony Award for Best Costume Design (Chicago, nommée )
- 1975 : Tony Award for Best Costume Design (Mack & Mabel, nommée )
- 1973 : Tony Award for Best Costume Design (Pippin, nommée )
- 1973 : Drama Desk Award for Outstanding Costume Design (Pippin, lauréate)
- 1971 : Wellesley's Alumnae Achievement Award (lauréate)
- 1969 : Tony Award for Best Costume Design (Zorba, nommée )
- 1969 : Drama Desk Award for Outstanding Costume Design (1776, lauréate)
- 1969 : Drama Desk Award for Outstanding Costume Design (Zorba, lauréate)
- 1967 : Tony Award for Best Costume Design (Cabaret, lauréate)
- 1965 : Tony Award for Best Costume Design (Fiddler on the Roof, lauréate)